# E.M.S. Namboodiripad
E.M.S. Namboodiripad (Elamkulam Manakal Sankaran Namboodiripad) (ur. 13 czerwca 1909 k. miasta Perintalmanna w stanie Kerala, zm. 10 marca 1998 w Thiruvananthapuram) – indyjski polityk komunistyczny, dwukrotny premier Kerali (1957-1959 i 1967-1969).

## Życiorys
W 1932 związał się z ruchem obywatelskiego nieposłuszeństwa Mahatmy Gandhiego, za co został skazany przez brytyjskie władze na rok więzienia. W 1934 został członkiem Kongresu Partii Socjalistycznej, jednak wkrótce przeszedł do Komunistycznej Partii Indii, której w 1941 został członkiem KC, a w 1951 Biura Politycznego KC. W 1957 został wybrany premierem stanu Kerala, 1959 zdymisjonowały go wraz z całym rządem Kerali centralne władze Indii. W 1960 został wybrany do zgromadzenia legislacyjnego Kerali. W 1964 w wyniku wewnętrznych sporów w KPI nastąpił rozłam, w wyniku którego wyodrębniła się KPI (Marksistowska), której jednym z liderów był E.M.S. Namboodiripad. W latach 1967–1969 ponownie stał na czele lokalnego rządu Kerali, a 1978-1992 pełnił funkcję sekretarza generalnego KPI (Marksistowskiej). W 1991 wycofał się z czynnego udziału w polityce, poświęcając się pisaniu.